# تايتشي هاسيكوا
تايتشي هاسيكوا (باليابانية: 長谷川 太一) (26 فبراير 1981 في توياما في اليابان – )؛ هو لاعب كرة قدم ياباني سابق كان يلعب كلاعب وسط.

## وصلات خارجية
- تايتشي هاسيكوا على موقع رابطة كرة القدم اليابانية للمحترفين (اليابانية)